# AUTO1 Group
Le groupe AUTO1 est une Start-up berlinoise spécialisée dans la concession automobile.
Depuis la participation de la société japonaise SoftBank en janvier 2018, la société a été valorisée à 2,9 milliards d'euros. En mars 2019 - après l'introduction en bourse de la société suédoise Spotify - AUTO1 est devenu la start-up non cotée la mieux évaluée d'Europe. L'entreprise est dirigée par ses deux fondateurs Hakan Koç et Christian Bertermann qui détiennent ensemble environ 30% des actions.

## Histoire
Hakan Koç et Christian Bertermann ont fondé l'entreprise en 2012. L'idée de numériser le commerce de voitures d'occasion est née d'une coïncidence. Bertermann aurait aidé sa grand-mère à vendre deux voitures, une Mercedes-Benz 190d et une Golf IV, et a reçu de nombreuses offres douteuses et inacceptables. Ce manque de professionnalisme dans l'industrie a été le moteur de la création du Groupe AUTO1. Bertermann avait précédemment travaillé chez Groupon, Koç chez Rocket Internet. 
AUTO1 emploie plus de 4 000 personnes dans 30 pays et a réalisé un chiffre d'affaires de 2,2 milliards d'euros au cours de l'exercice 2017. L'entreprise négocie chaque jour plus de 3 000 véhicules. La plateforme d'achat wirkaufendeinauto.de est particulièrement connue en Allemagne.  

## Modèle d’affaires
Le groupe AUTO1 se compose de trois plateformes : vendezvotrevoiture.fr, AUTO1.com et Autohero. Une coentreprise AUTO1 FinTech a été fondée en 2018 avec Allianz et Deutsche Bank.   
Cette collaboration qui visait à financer les concessionnaires dans l'achat de voitures prendra fin au mois de mars 2020 alors que la société traverse une crise liée au coronavirus COVID 19. 

### Vendezvotrevoiture.fr
Après le succès du site Wirkaufendeinauto.de et ses 350 succursales ou partenaires, où les véhicules d'occasion sont contrôlés puis rachetés, ce fut au tour des autres pays européens (Autriche, Belgique, France, Italie, Espagne, Suède, Pays-Bas et Portugal) pour lesquels furent crées des déclinaisons locales du site afin d'offrir une première cotation de véhicule aux clients puis une offre avec proposition d'achat après inspection finale.  
Vendezvotrevoiture.fr est la version française de la plateforme de rachat de voiture. 

### AUTO1.com
AUTO1.com est un marché B2B en ligne pour acheter et vendre des voitures d'occasion. Plus de 55 000 concessionnaires de 30 pays utilisent la plateforme afin de pouvoir acheter des véhicules. 

### Autohero
Autohero a été fondée en 2016 et est un concessionnaire en ligne de voitures d'occasion de haute qualité[réf. nécessaire].  

## Liens internet
- Site officiel
- Site internet de Vendezvotrevoiture.fr
- Site internet de Autohero